# NGC 4233
NGC 4233 is een lensvormig sterrenstelsel in het sterrenbeeld Maagd. Het hemelobject werd op 28 december 1785 ontdekt door de Duits-Britse astronoom William Herschel.

## Synoniemen
- UGC 7311
- MCG 1-31-37
- ZWG 41.63
- VCC 220
- PGC 39384